# عباس علی (بازیکن فوتبال)
عباس علی (انگلیسی: Abbas Ali؛ زادهٔ ۳ سپتامبر ۱۹۹۰) بازیکن فوتبال اهل پاکستان است.
وی همچنین در تیم‌های ملی فوتبال زیر ۲۳ سال پاکستان و پاکستان بازی کرده است.